# Стефан Тодоровић
Стефан Тодоровић (Крушевац, 26. августа 1997) српски је фудбалер.

## Трофеји и награде
Напредак Крушевац
- Прва лига Србије: 2015/16.[7]

Трајал
- Зонa Запад: 2016/17.[8]

Златибор Чајетина
- Прва лига Србије: 2019/20.[9]